# 고지라 vs 디스트로이어
《고질라 23 - 고질라 대 디스트로이어》(Godzilla Vs. Destroyer)는 일본에서 제작된 오카와라 타카오 감독의 1995년 영화이다. 이시노 요코 등이 주연으로 출연하였고 토미야마 쇼고 등이 제작에 참여하였다.

## 출연

### 주연
- 이시노 요코

### 조연
- 하야시 야스후미
- 오다카 메구미
- 코치 모모코
- 나카오 아키라
- 타카시마 마사히로
- 오오사와 사야카
- 우에다 코이치
- 무라타 타케히로
- 사츠마 켄파치로
- 시노다 사부로